# イヴァン・ブロッホ (銀行家)

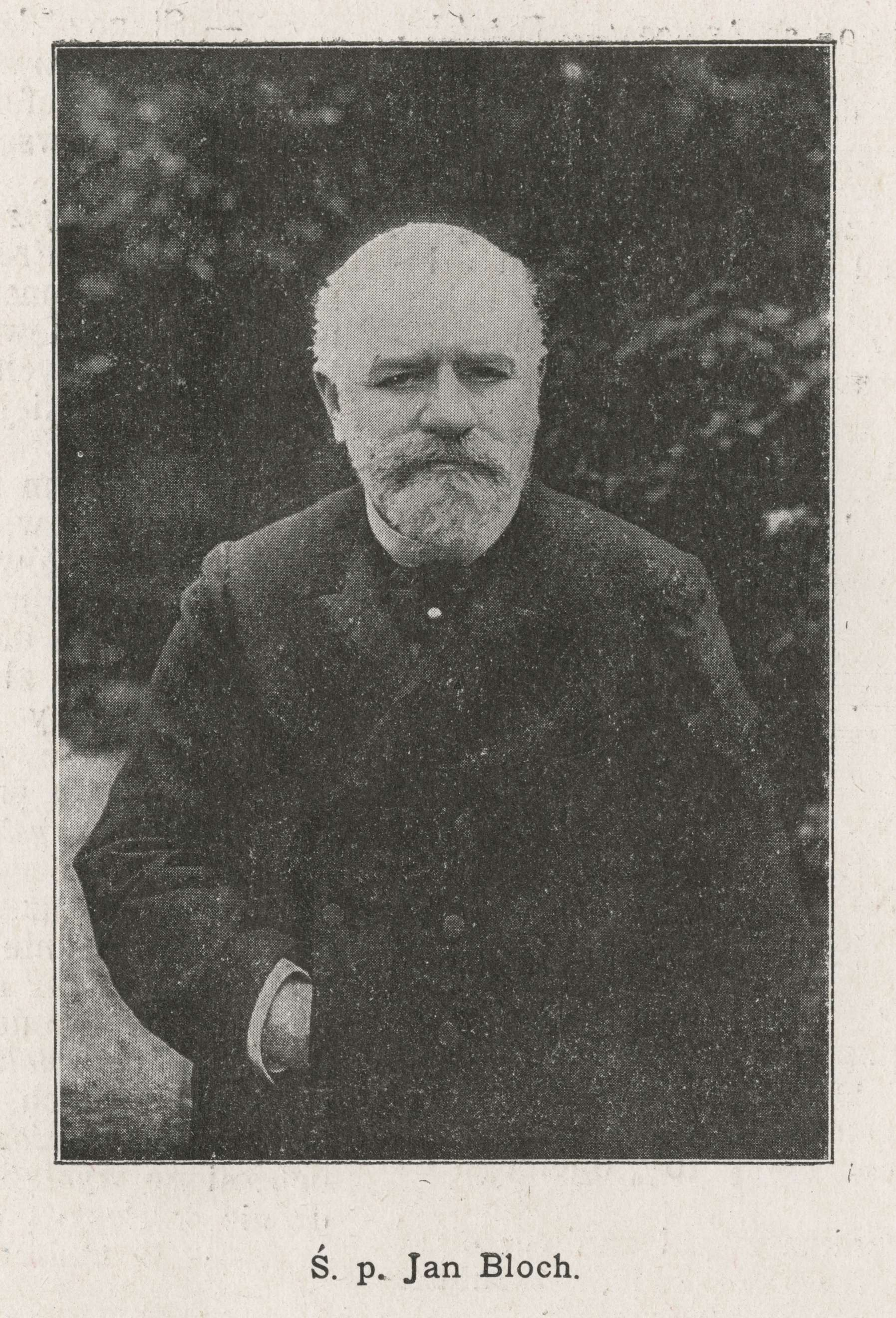
イヴァン・ブロッホ

イヴァン・ブロッホ（ロシア語: Иван Станиславович Блиох, Ivan Stanislavovic Bloch, ポーランド語: ヤン・ブロッホ、Jan Gotlib (Bogumił) Bloch, フランス語: ジャン・ド・ブロック、Jean de Bloch, ドイツ語: ヨハン・フォン・ブロッホ、Johann von Bloch, 1836年7月24日ラドム生まれ - 1902年1月7日ワルシャワで没）は、ポーランド出身のユダヤ系銀行家・鉄道事業者で、ロシア帝国において鉄道王となった人物である。
鉄道経営、財政学、地方経営などに関する著書を多数書いた。また1870年の普仏戦争でのプロイセン王国の圧倒的勝利に影響されて、産業革命以後の戦争・総力戦についても研究を行い、外交問題解決の手段としての戦争がいずれ衰退するとする重要な著作を残した。彼の全6巻におよぶ代表作『将来の戦争』（La Guerre Future, 別名 "Is War Now Impossible?"『いま戦争は不可能か』）は1898年にパリで出版されている。

## 鉄道経営と行財政
ブロッホはワルシャワの高校を卒業後実業界に入り、カルヴァン主義に入信し、ワルシャワで銀行を経営するようになった。彼は1860年代よりロシア帝国の鉄道会社への出資に携わり、ポーランドとロシアの鉄道会社多数を経営した。
外国の手法をそのまま取り入れることの失敗を目にした彼は、収入・経費・運賃などロシアの事情に合わせた鉄道経営の必要性を説く大著を1875年に刊行し、パリの地理展覧会で一等賞のメダルを獲得している。また鉄道会社の従業者の年金問題、ロシアの家畜政策と輸出問題などについても著書を出し政策に影響を与え、ロシアの深刻な財政難の原因を鉄道建設のための債権と見る世論に対して鉄道建設の必要性と経済効果を説いた。
彼はワルシャワの証券取引所の所長を長年務め、統計局を設立したほかワルシャワ工科大学設立など多くの公益事業にも尽力している。

## 近代戦争の研究
ブロッホは近代の戦争や、その戦術・戦略・政治との関係について詳細に研究し、ヨーロッパで広く読まれた。ブロッホの論はこのようであった。
- 新しい軍事技術（無煙火薬の発明、小銃の設計の進化、ハイラム・マキシムによるマキシム機関銃の発明）は、騎兵や、銃剣を持った歩兵による突撃など、開けた地上における作戦行動を時代遅れにする。ブロッホは、大きな軍事力同士の戦争は塹壕戦となるだろうとし、急襲により決定的勝利を収めることは過去のものになるだろうと述べた。ブロッホは、塹壕の兵士は開けた陸上を前進する歩兵に対し4倍の有利さを持つとも計算している。
- 前の時代の戦争では数万人規模の軍隊がぶつかった事に対し、産業社会においては数百万人規模の軍隊を参加させることにより、結果として膠着（ステイルメイト）に陥るだろうと述べている。戦線がいたるところに作られ、この種の戦争は迅速には解決しないであろうともしている。
- 戦争は産業力同士の決闘となり、完全に経済的消耗の様相を呈する。経済的・社会的混乱により飢餓、疫病、全社会的組織の解体、そして革命の危機が切迫したものとなる。

1899年、軍拡競争が財政の重荷となる中、ロシア皇帝ニコライ2世は万国平和会議開催を呼びかけオランダのデン・ハーグに列強各国代表が参加しハーグ陸戦条約などの交戦規定や国際紛争平和的処理条約が採択された。ブロッホも、おそらくニコライ2世の招待で参加しており、参加26カ国の外交団の使節らに著書を配ったが、その甲斐は余りなかった。イギリスのジャーナリスト、ウィリアム・トーマス・ステッドもブロッホの説を広めるのに尽力した。しかしブロッホによる理論上の研究は毎回無視されるか拒否された。1901年、ブロッホはイギリスの The Contemporary Review に次のように寄稿した。
ヨーロッパの愛国主義者たちは動かなかった。フランスの騎兵司令官やイギリスの歩兵司令官らは、ブロッホのいう途方もない戦争である第一次世界大戦が起こってはじめて、ブロッホの議論を塹壕戦の実地で学ばされることになった。ロシアやドイツの君主も、ブロッホが警告した革命の危機を、ドイツ革命やロシア革命の形で身をもって体験することとなった。
ブロッホの予見は、砲兵など間接的な火力の戦術的・戦略的重要性を低く見積もったこと、飛行機や戦車の発達を予測できなかったことにより若干限定されたものとなっている。また線路を使わない自動車による輸送の可能性の予測にも失敗した。これらの見落としは1930年代以前には彼の広い見解を傷つけるほど重要なものではなかった。
ブロッホの理論は制度的障壁に関しても調査する分析的才能に裏打ちされており、この分析のために軍事の既成の権威が理論の受け入れを拒んだにもかかわらず、出版後も長く生き続けた。現代の理論はブロッホを1900年代初頭のクラウゼヴィッツとも扱っている。ある論文は、ブロッホの理論と当時の軍事専門家の相互関係について調査しているが、彼らはブロッホの計算が正しくともその全体の結論が士気に悪影響を与えるとしてブロッホの論を却下する傾向にあったという。
ブロッホが出資した「国際戦争・平和博物館」（An International Museum of War and Peace）はブロッホの死後の1902年、スイスのルツェルンに開設されている。

## 著作

### 和書
- 『近時の戦争と経済』民友社、1904年12月。 NCID BN14579630。全国書誌番号:40064151 NDLJP:842862。